# Idræt
 Denne artikel bør gennemlæses af en person med fagkendskab for at sikre den faglige korrekthed.

Idræt er et begreb, der kan forklares som legemsøvelser med fysisk aktivitet for at få motion og rekreation.
Idræt som begreb forbindes generelt ikke med konkurrence, hvorimod begrebet sport er forbundet med konkurrence.
I de senere år er begrebet "konkurrenceidræt" dukket op, hvor der typisk i denne forbindelse menes idræt for børn og unge, hvor der indgår konkurrence (-sport).
Idræt kan organiseres i lokalforeninger, der igen kan være medlem af større eller mindre forbund. De største paraplyforbund i Danmark, der også organiserer sport er Danske Gymnastik- & Idrætsforeninger (DGI) og Danmarks Idrætsforbund (DIF).

## Historie
Den organiserede idræt i Danmark havde sin rod i engelsk forbillede i 1861. Skyttebevægelsen, der også omfattede gymnastik, havde i sine første år politiske- og militære formål. Efter stavnsbåndets ophævelse i 1788 skulle borgerne opdrages til at blive en god samfundsborger, hvorved gymnastikken fik rod i oplysningstidens idealer om den frie borger. Herved fik gymnastikopdragelsen stærke militære- og nationalistiske præg. Fra 1814 blev gymnastik som var militært prægede obligatorisk for drenge i folkeskolen. I 1870’erne (efter nederlaget mod Tyskland i krigen i 1864) tog Skyttebevægelsen forskellige former for ’legemsøvelser’ til sig. Tidlige ’idrætspolitiske kampe’ mellem en national-patriotisk fløj med militært præg og en national-folkelig retning med stærk tilknytning til landbefolkningen og højskolebevægelsen udmøntede sig i, at der opstod forskellige gymnastikkulturer.
Gymnastikbevægelsens idealistiske kampe – såvel indbyrdes som i forholdet til den engelske sport – trækker stadigvæk spor, der præger den generelle samfundsopfattelse af idrætten som en social- og uegennyttig kultur. Den nutidig arv fra gymnastikbevægelsen er, at dansk idræt i dag har fået en central idrætsorganisation, DGI, der har rødder i et folkeoplysende idrætssyn.
DGI blev stiftet i 1992 ved en fusion mellem De Danske Skytte-, Gymnastik og Idrætsforeninger (DDSG&I) og De Danske Gymnastik- og Ungdomsforeninger (DDGU).
DGI har ud fra sit historiske udgangspunkt haft en kritisk tilgang til elitesportens kommercialisering og sportens resultatfiksering.

## Organisationsform i Danmark
I Danmark giver lovgivningen mulighed for, at foreningslivet kan eksistere og i forbindelse med idræt kan udøves uden organisationsform eller udøves under former, der bliver organiseret i mere eller mindre grad.
Vedrørende organisationsformen for idræt foregår dette som regel under et forbund, der varierer i medlemsstørrelse. Der eksisterer adskillige forbund, hvoraf de største forbund er Danmarks Idrætsforbund og Danske Gymnastik- & Idrætsforeninger.
Danmarks Idrætsforbund (DIF) er opbygget som en paraplyorganisation for 61 specialforbund, 9.000 idrætsforeninger med ca. 1,9 millioner medlemmer.
Danske Gymnastik- & Idrætsforeninger (DGI) er organisation for 16 landsdelsforeninger med 6.600 medlemsforeninger og i alt 1,6 millioner medlemmer. Omkring 100.000 mennesker udfører frivilligt foreningsarbejde i foreninger, der er medlem af DGI.
Desuden organiseres idræt i Danmark af øvrige nationale forbund, der ikke er medlem af en dansk paraplyorganisation eller i stedet er medlem af internationale paraplyorganisationer. Endvidere eksisterer der idrætsforeninger, der ikke er medlem af noget forbund.

## Idræt som studium
Idræt kan studeres ved flere af de danske universiteter, hvor institutterne arbejder med uddannelse, forskning og formidling inden for såvel den praktiske idræt, humanfysiologi som humaniora og samfundsvidenskab:
- Institut for Idræt, ved det naturvidenskabelige fakultet, Aarhus Universitet; www.sport.au.dk Arkiveret 5. juni 2009 hos  Wayback Machine
- Institut for Idræt, ved det naturvidenskabelige fakultet, Københavns Universitet; www.ifi.ku.dk Arkiveret 6. august 2009 hos  Wayback Machine
- Institut for Idræt og Biomekanik, ved det sundhedsvidenskabelige fakultet, Syddansk Universitet;www.sdu.dk
- Institut for Medicin og Sundhedsteknologi [9], Det Sundhedsvidenskabelige Fakultet [10], Aalborg Universitet